# 计算群论
在数学中，计算群论是一种用计算机研究群的理论，它涉及设计和分析算法和数据结构以计算有关群的信息。人们研究这个理论目的是对于许多“有趣”的群来说，比如大多数散在群，手工计算群的相关信息是不切实际的。即使是比较简单的有限群的
中心 (群论)和正规子群，使用枚举算法也比逻辑推导快速很多。
计算群论中的重要算法包括：
- 用于查找置换群阶的Schreier–Sims 算法。
- 用于陪集枚举的Todd–Coxeter 算法和Knuth–Bendix 算法。
- 用于查找组中随机元素的乘积替换算法。

计算群论的两个重要计算机代数系统(CAS) 是GAP和Magma （页面存档备份，存于） 。从历史上看，其他系统如 CAS（特征理论）和Cayley （Magma 的前身）也很重要。
计算群论的主要研究包括:
- 小于 2000 阶的所有有限群的完整枚举
- 计算所有散在群的群表示

## 最近的发展
数学家最近使用计算群论来简化有限单群分类的冗长证明。比如使用范畴论的理论方法实现迈克尔·阿什巴赫在Fusion Theory提出的简化计划，现在的具体方法是通过MAGMA算法解决较小阶的p群问题。

## 有趣的网站
- GroupNames, 这个网站有小于240阶的群的表示和对应的GAP和Magma的代码。 （页面存档备份，存于）